# Bibliografia de Vladimir Nabokov
Esta é uma lista de obras pelo escritor Vladimir Nabokov.

## Ficção

### Romances e novelas

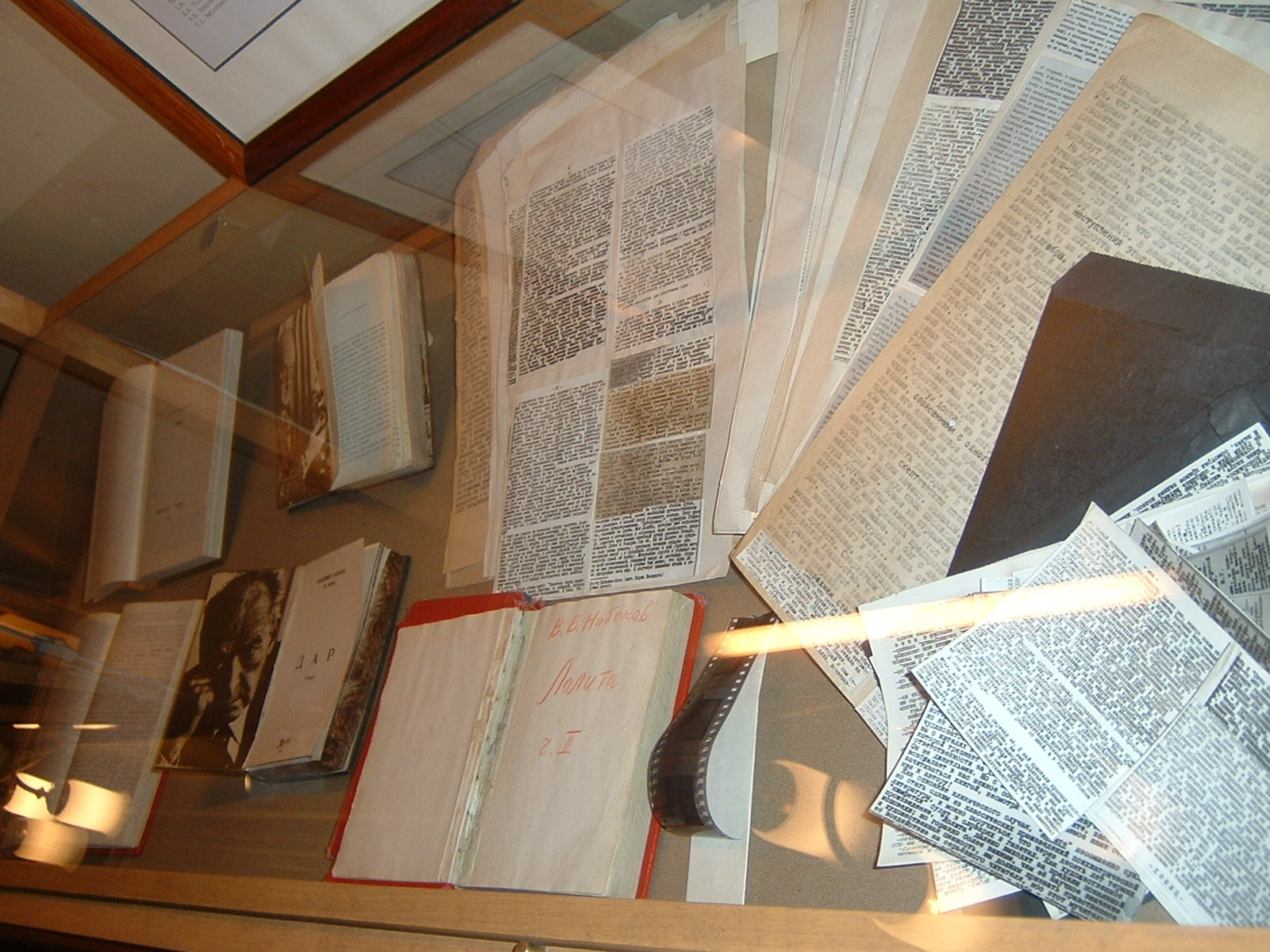
Cópias Samizdat das obras de Nabokov em disposição na Nabokov House

##### Romances e novelas escritos em russo
- (1926) Mashen'ka (Машенька); Tradução em inglês: Mary (1970)
- (1928) Korol', dama, valet (Король, дама, валет); Tradução em inglês: King, Queen, Knave (1968)
- (1930) Zashchita Luzhina (Защита Лужина); Tradução em inglês: The Luzhin Defense ou The Defense (1964) (também adaptado para filme, The Luzhin Defence, em 2000)
- (1930) Sogliadatay (Соглядатай (The Voyeur)), novela; primeira publicação como um livro em 1938; Tradução em inglês: The Eye (1965)
- (1932) Podvig (Подвиг (Deed)); Tradução em inglês: Glory (1971)
- (1933) Kamera Obskura (Камера Обскура); Traduções em inglês: Camera Obscura (1936), Laughter in the Dark (1938)
- (1934) Otchayanie (Отчаяние); Tradução em inglês: Despair (1937, 1965)
- (1936) Priglashenie na kazn' (Приглашение на казнь (Invitation to an execution)); Tradução em inglês: Invitation to a Beheading (1959)
- (1938) Dar (Дар); Tradução em inglês: The Gift (1963)
- (Novela não publicada, escrita em 1939) Volshebnik (Волшебник); Tradução em inglês: The Enchanter (1985)

#### Romances escritos em inglês
- (1941) The Real Life of Sebastian Knight
- (1947) Bend Sinister
- (1955) Lolita, auto-traduzido para Russo (1965)
- (1957) Pnin
- (1962) Pale Fire
- (1969) Ada or Ardor: A Family Chronicle
- (1972) Transparent Things
- (1974) Look at the Harlequins!
- (2009) The Original of Laura (fragmentário, escrito durante a metade dos anos 1970 e publicado póstumamente)[1]

### Coleções de contos
- (1930) Vozvrashchenie Chorba ("The Return of Chorb"). Quinze contos e vinte e quatro poemas, em Russo, por "V. Sirin".
- (1938) Sogliadatai ("The Eye"). Treza contos, em Russo, por "V. Sirin".
- (1947) Nine Stories
- (1956) Vesna v Fial'te i drugie rasskazy ("Spring in Fialta and other stories")
- (1958) Nabokov's Dozen: A Collection of Thirteen Stories (Também repimpresso como Spring in Fialta e First Love and Other Stories.)
- (1966) Nabokov's Quartet
- (1968) Nabokov's Congeries; reimpresso como The Portable Nabokov (1971)
- (1973) A Russian Beauty and Other Stories
- (1975) Tyrants Destroyed and Other Stories
- (1976) Details of a Sunset and Other Stories
- (1995) The Stories of Vladimir Nabokov (título alternativo The Collected Stories) -- coleção completa de todos os contos

### Contos não recolhidos
- (c. 1921)[2] "Natasha". The New Yorker, June 9 & 16, 2008[3]
- (1923-01-07)[4] "The Word". The New Yorker, December 26, 2005[5]
- (1926, Summer) "The Man Stopped". Harper's Magazine, March 1, 2015[6]
- (1948) "Colette". The New Yorker, July 31, 1948[7]

### Drama
- (1924) The Tragedy of Mister Morn (2012): Tradução em inglês de uma peça em língua russa escrita em 1923–24, publicamente lida em 1924, publicada em um jornal em 1997, independentemente publicada em 2008
- (1938) Izobretenie Val'sa (The Waltz Invention); Tradução em inglês The Waltz Invention: A Play in Three Acts (1966)
- (1974) Lolita: A Screenplay (Apesar dos créditos dados na inicial versão do filme, isso não foi usado.)
- (1984) The Man from the USSR and Other Plays

### Poesia
- (1916) Stikhi ("Poems"). Sessenta e oito poemas em Russo.
- (1918) Al'manakh: Dva Puti (An Almanac: Two Paths"). Doze poemas por Nabokov e oito por Andrei Balashov, em Russo.
- (1922) Grozd ("The Cluster"). Trinta e seis poemas em Russo, por "V. Sirin".
- (1923) Gornii Put' ("The Empyrean Path"). Cento e vinte oito poemas em Russo, por "Vl. Sirin".
- (1929) Vozvrashchenie Chorba ("The Return of Chorb"). Quinze contos e vinte e quatro poemas, em Russo, por "V. Sirin".
- (1952) Stikhotvoreniia 1929–1951 ("Poems 1929–1951") Quinze poemas em Russo.
- (1959) Poems. Os conteúdos foram depois incorporados dentro de Poems and Problems.
- (1969) Poems and Problems (uma coleção de poesia e problemas de xadrez). Os conteúdos foram depois incorporados dentro de Selected Poems.
- (1979) Stikhi ("Poems"). Duzentos e vinte e dois poemas em Russo.
- (2012) Selected Poems

### Traduções

#### Do francês para o russo
- (1922) Nikolka Persik Tradução do romance de Romain Rolland, Colas Breugnon.

#### Do inglês para o russo
- (1923) Alice's Adventures in Wonderland (como Аня в стране чудес)

#### Do russo para o inglês
- (1944) Three Russian Poets: Selections from Pushkin, Lermontov, and Tyutchev. Expandido da edição britânica: Pushkin, Lermontov, Tyutchev: Poems (1947)
- (1958) A Hero of Our Time, por Mikhail Lermontov. (Collaboração com seu filho Dmitri.)
- (1960) The Song of Igor's Campaign: An Epic of the Twelfth Century
- (1964) Eugene Onegin, por Aleksandr Pushkin, em prosa. Inclui "Notes on Prosody". Revised edition (1975).
- (2008) Verses and Versions (editado por Brian Boyd e Stanislav Shvabrin), inclui materiais previamente publicados em Three Russian Poets (1945) and Pushkin, Lermontov, Tyutchev (1947) bem como materiais não publicados.

## Não ficção

### Criticismo
- (1944) Nikolai Gogol
- (1963) Notes on Prosody (Depois aparecido dentro de Eugene Onegin.)
- (1980) Lectures on Literature
- (1980) Lectures on Ulysses. Fac-símiles das notas de Nabokov.
- (1981) Lectures on Russian Literature
- (1983) Lectures on Don Quixote

### Autobiográficos e outros
- (1949) "Curtain-Raiser". The New Yorker 24/45 (1 January 1949): 18-21.
- (1951) Conclusive Evidence: A Memoir - primeira versão da autobiografia de Nabokov. (Edição britânica intitulada Speak, Memory: A Memoir)
- (1954) Drugie Berega (Другие берега, "Other Shores") - versão revisada da autobiografia
- (1967)  Speak, Memory: An Autobiography Revisited - edição final estendida e revisada de Conclusive Evidence. Isso inclui informação sobre seu trabalho como um lepidopterista.
- (1973) Strong Opinions. Entrevistas, reviews, cartas para editores.
- (1979) The Nabokov–Wilson Letters Cartas entre Nabokov e Edmund Wilson
- (1984) Perepiska s Sestroi (Переписка с Сестрой (Correspondence with the Sister)) Correspondência entre Nabokov e Helene Sikorski; também inclui algumas cartas para seu irmão Kirill
- (1987) Carrousel. Três longamente esquecidos textos curtos quais tinham recentemente sido redescobertos.
- (1989) Selected Letters
- (2001) Dear Bunny, Dear Volodya: The Nabokov–Wilson Letters, 1940–1971. Uma revisada e argumentada edição de The Nabokov–Wilson Letters.
- (2014) Letters to Véra. Cartas de Nabokov para Véra Slonim, começando em 1921 e estendendo ao longo de seu casamento.
- (2017) Conversations with Vladimir Nabokov. Coleção de entrevistas.

### Leidópteros
- (2000) Nabokov's Butterflies, obras coletadas sobre borboletas. ISBN 0-8070-8540-5

### Obras coletadas
- Boyd, Brian, ed. Vladimir Nabokov, Novels and Memoirs 1941–1951 (Library of America, 1996) ISBN 978-1-883011-18-5
- Boyd, Brian, ed. Vladimir Nabokov, Novels 1955–1962 (Library of America, 1996) ISBN 978-1-883011-19-2
- Boyd, Brian, ed. Vladimir Nabokov, Novels 1969–1974 (Library of America, 1996) ISBN 978-1-883011-20-8